# История Северной Македонии

Республика Северная Македония и историческая область Македония

История Северной Македонии как государства насчитывает немногим более полувека: в 1945 году в составе Федеративной народной республики Югославия была образована Народная республика Македония (с 7 июля 1963 — Социалистическая Республика Македония), которая после распада федерации в 1991 году получила независимость. Относительно молодым является и македонский (славяно-македонский) народ, сложившийся лишь в XX веке.
Территория сегодняшней Северной Македонии не имела отношения к истории античного македонского царства на раннем этапе его истории.
На территории современной Республики Северная Македония в эпоху создания «Илиады» (VIII в. до н. э.) жили племена пеонийцев.
В IV веке до н. э. на территории Северной Греции сложилось древнемакедонское государство, которое подчинило города-государства  Древней Греции, установило контроль кроме прочего и над территорией сегодняшней Северной Македонии, а в период правления Александра Великого стало основой огромной эллинистической империи, охватившей земли до Индии и Египта, и распространившей греческий язык и культуру в этом регионе. После смерти Александра его держава распалась, а во II веке до н. э. в результате Македонских войн вся географическая Македония была завоёвана Римской республикой. В течение последующих нескольких столетий весь регион географической Македонии оставался римской провинцией и в таком качестве в 395 году был включен в состав Восточной Римской империи (Византии).
Новый этап в истории географической Македонии начался в VI веке, когда на этих землях расселились древние славяне, после чего территория Северной Македонии попеременно находилась в составе Византийской империи и болгарских царств, а её история была частью истории болгарского народа. 
После пяти веков османского господства и в результате Балканских войн 1912 - 1913 годов, территория Северной Македонии вошла в состав югославского государства под именем Вардарская бановина и начался процесс обособления её населения от Болгарии. 
Отдельная государственная формация на территории Северной Македонии была впервые создана после Второй мировой войны, в рамках нового федеративного югославского  государства.
После развала Югославии, было создано независимое государство, которое после трений возникших с соседями по причине политики "антиквизации" его истории и попытки узурпации истории соседей было принято в ООН под временным именем Бывшая Югославская Республика Македония.
После подписания Преспанского соглашения 2019 года, новое государство отмежевалось от политики "антиквизации" своей истории и претензий к соседям, и приняло имя Северная Македония, что дифференцирует его от исторической Македонии.

## Доисторический период
Согласно археологическим свидетельствам, территория современной Северной Македонии была заселена по крайней мере с эпохи неолита. Через территорию географической Македонии происходили миграции в Европу неолитических культур из Анатолии.

## Античная Пеония

Греческие Эпир и Македония (чёрный цвет) и Пеония (фиолетовый) в 4 в. до н. э.

С древнейших времён на территории сегодняшней Северной Македонии царило большое этническое разнообразие. Это было вызвано тем, что эта территория оказалась легко доступной набегам или мирно захватывалась многочисленными народами, пришедшими с юго-запада, севера, востока или из Малой Азии. В древности здесь жило значительное число племён: эпирских, иллирийских, пеонийских, фракийских и др. Территория сегодняшней Северной Македонии к очагу македонского государства, который находится на территории Греции, почти не имела отношения. Здесь жили преимущественно племена пеонийцев. Пеонийскоe царство существовало в 1 тыс. до н. э. между Македонией и Фракией. Пеонийцы занимали земли между Аксием на западе и горой Мессапией (Μεσσάπιον, собственно «Между-речная») на востоке, вероятно, тождественной хребту Осоговска-Планина. На юге граница их расселения проходила ниже впадения в Аксий рек Эригон (Црна) и Астиба (совр. Брегальница), на севере — где-то между пеонийской столицей Билазора (совр. Велес) и городом Скупи (ныне Скопье, столица Северной Македонии). К середине 1 тыс. до н. э. они были оттеснены консолидировавшимися македонянами. В Пеонии македоняне овладели узкой полосой земли вдоль реки Аксия, простирающейся по материку вглубь до Пеллы и моря.

## Античная Македония

Македония в период правления Филиппа II, 336 г. до н. э.

Территория сегодняшней Северной Македонии не имела отношения к раннему периоду Античной Македонии.
В VIII веке до н. э. в районе Эдессы на территории Греции сложилось Древнемакедонское государство, во главе которого стояли представители династии Аргеадов. По легенде, первым царём македонян был Пердикка I (ок. 707 — 660 гг. до н. э.). В V веке до н. э. территория Македонии значительно расширилась. Её столицей стал город Пелла, была осуществлена консолидация царской власти, реорганизована армия, началась активная разработка месторождений металлов. Параллельно неуклонно усиливалось культурное влияние греческих городов-государств, хотя сами греки продолжали считать македонян варварами, несмотря на греческое происхождение последних. Такое отношение греческих городов-полисов к македонянам было связано прежде всего с низким культурным уровнем и отсутствием демократического политического устройства Македонии. В период правления Филиппа II (359—336 гг. до н. э.) Македония подчинила эгейское побережье, включая полуостров Халкидики, часть Фракии и (в том что касается территории сегодняшней Северной Македонии) район Охридского озера, установила власть над Фессалией и Эпиром. В результате битвы при Херонее в 338 году до н. э. под контроль Филиппа II перешла вся материковая Греция. Его сын Александр III Македонский (336—323 гг. до н. э.) продолжил экспансию отца. В серии всегреческих походов он покорил Персидскую империю, завоевал Египет, Бактрию и Согдиану, дошёл до Индии.

Македония накануне Второй Македонской войны, 200 г. до н. э.

После смерти Александра Македонского его империя распалась. Македония и остальная Греция перешли под власть Антипатра, одного из полководцев (диадохов) Александра, однако его власть оказалась непрочной. На протяжении последующих десятилетий престол Македонии оспаривали между собой потомки различных диадохов (эпигоны), пока в 277 году до н. э. не установилось правление династии Антигонидов. В этот период были отражены вторжения кельтов, основаны Фессалоники, благодаря притоку рабов и богатств с Востока укрепилась местная аристократия, выросли города.

## Древний Рим
В конце III века до н. э. Македония столкнулась с более сильным противником — Римской республикой. В Первой и Второй Македонских войнах царь Филипп V потерпел поражение. После разгрома при Киноскефалах в 197 году до н. э. Македония была вынуждена отказаться от Фракии, Фессалии и Иллирии и лишилась флота. Попытка организации антиримской коалиции, предпринятая Персеем провалилась: в результате Третьей Македонской войны (171—168 гг. до н. э.), завершившейся сражением при Пидне, Македонское государство перестало существовать, страна была разделена на четыре автономные области. Наконец, в 146 году до н. э., после подавления восстания Андриска, территория всей географической Македонии была включена в состав Римской республики, образовав провинцию Македония.

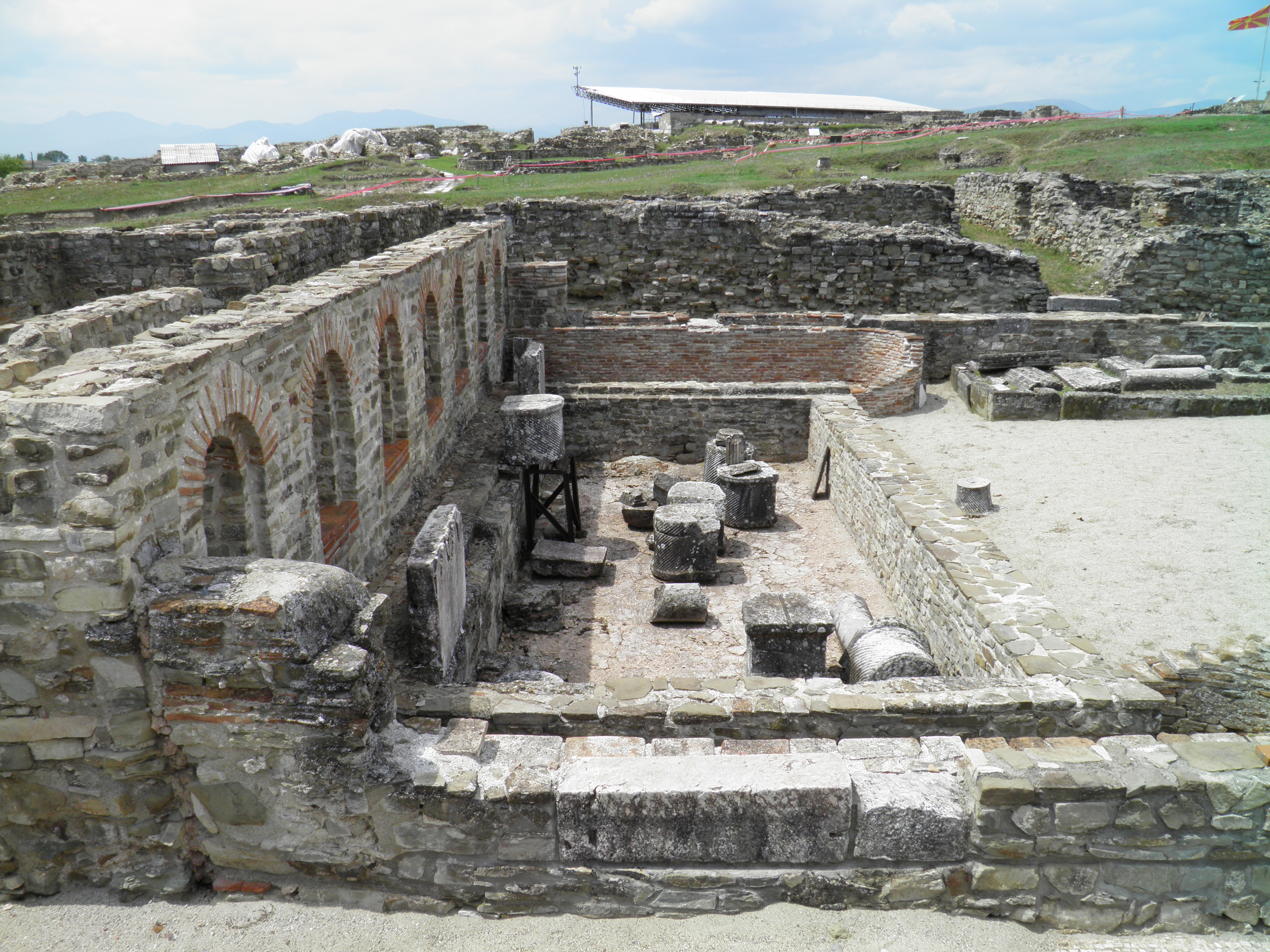
Развалины древнего города Стоби

Центром римской провинции Македония стала Фессалоники. Управление осуществляли назначаемые римским сенатом преторы, позднее — проконсулы с широким объёмом полномочий. Города сохранили определённый уровень самоуправления. Вхождение в состав Римской республики обезопасило границы страны от нападения соседних племён, способствовало подъёму городов и торговли, развитию путей сообщения. Особое значение для Македонии имела римская дорога Via Egnatia, соединявшая Диррахий с Фессалоникой и Босфором — важнейший торговый путь из Италии в Малую Азию. В конце I века до н. э. Македония стала ареной гражданских войн в Римской республике, но после победы Октавиана Августа на более, чем 200 лет в стране установился мир. Массированная римская экспансия I века сделала Македонию внутренней провинцией империи. В то же время сюда начинает проникать христианство. Согласно Деяниям апостолов, первыми проповедниками новой религии в Македонии (территория современной Греции) были Св. Павел и Св. Сила, а греческий город Филиппы стал первым городом в Европе, где возникла христианская община. Во второй половине III века Римская империя переживала серьёзный внутриполитический и хозяйственный кризис. Территория Македонии была разорена набегами готов. В результате реформ Диоклетиана империя была разделена на диоцезы. Македония вместе с остальной Грецией вошла в состав диоцеза Македония, который являлся частью префектуры Иллирия. Административным центром диоцеза стала Фессалоника, которая превратилась в один из крупнейших городов империи. В 380 году император Феодосий I своим эдиктом, изданным в Фессалонике, провозгласил христианство государственной религией. В 395 году империя была окончательно разделена, Македония, на территории которой были образованы две провинции — Македония Первая (на юге) и Македония Вторая (на севере, включает территорию сегодняшней Северной Македонии), — отошли к Восточной Римской империи (Византии) с центром в Константинополе. На протяжении конца IV — начала VI века географический регион Македонии периодически подвергался набегам кочевников — вестготов, гуннов, остготов, — в результате чего хозяйство пришло в упадок, города опустели, центральная власть стала фактически номинальной.

## Территория географического региона Македония в Средние века

### Приход славян к Византии
Переломным событием в истории географического региона Македонии стал приход славян. Уже в начале VI века славянские племена начали совершать набеги из-за Дуная на византийские земли. В 517 году славяне опустошили Македонию, Эпир и Иллирию. По свидетельству Прокопия, в период правления Юстиниана I они ежегодно вторгались в пределы империи. В 550 году славяне предприняли первую попытку захватить Фессалоники. В 626 году, совместно с аварами, осаждали Константинополь. С конца VI века славянские племена главным образом занимались грабительскими набегами. Византийская власть на территории от Адриатики до Эгейского моря практически перестала существовать, а города были разорены и опустошены. К концу VII века географический регион Македонии, за исключением Фессалоники и ряда прибрежных областей, где греки жили непрерывно, был снова заселен местным греческим населением.
Во второй половине VII века среди славян, расселившихся на Балканах, возник племенной союз во главе с князем Пребондом из племени ринхинов, однако он вскоре распался, потерпев поражение от византийцев у Фессалоник в 680 году. В то же время на территорию Македонии проникла часть протоболгар хана Кубера, которые также в союзе с местными славянами попытались захватить Фессалонику в 685 году. Одним из мероприятий, направленных на ослабление славянской угрозы, стали переселения славян с подчинённых территорий в Малую Азию. Начиная с периода правления Михаила III, славяне стали активно привлекаться на государственную службу в Византии, а дети из славянских семей получили доступ в греческие школы. Это способствовало нормализации славяно-византийских отношений.

### В составе Болгарского царства

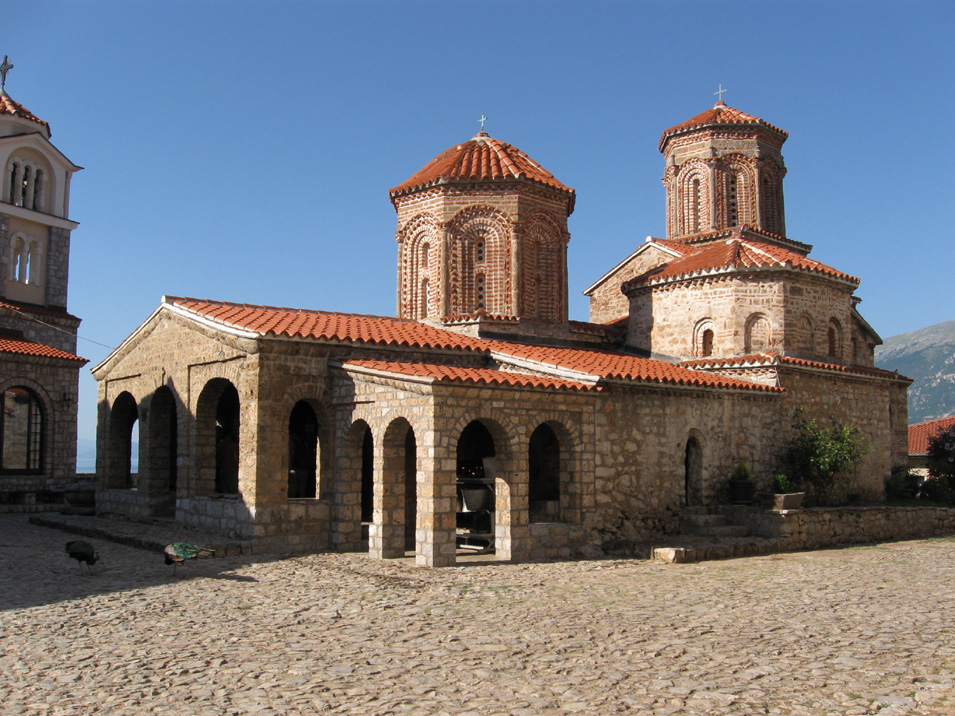
Монастырь Святого Наума на берегу Охридского озера

Во второй половине IX века территория Македонии была завоёвана войсками Первого Болгарского царства. Под властью Византии осталась лишь Фессалоника с округом. Большое значение для развития культуры славян имела миссия Кирилла и Мефодия. В конце 880-х гг. ученик Мефодия Св. Климент основал на берегу Охридского озера монастырь. Недалеко от него другой монастырь был основан в 905 году Св. Наумом. Эти обители стали важнейшими центрами распространения христианства и образования во всей Болгарии. В результате, очевидно, в начале X века христианизация балканских славян была завершена. В то же время, однако, именно Македония и соседняя Фракия стали ядром распространения еретического учения богомильства, которое быстро завоёвывало популярность среди славян Балканского полуострова.

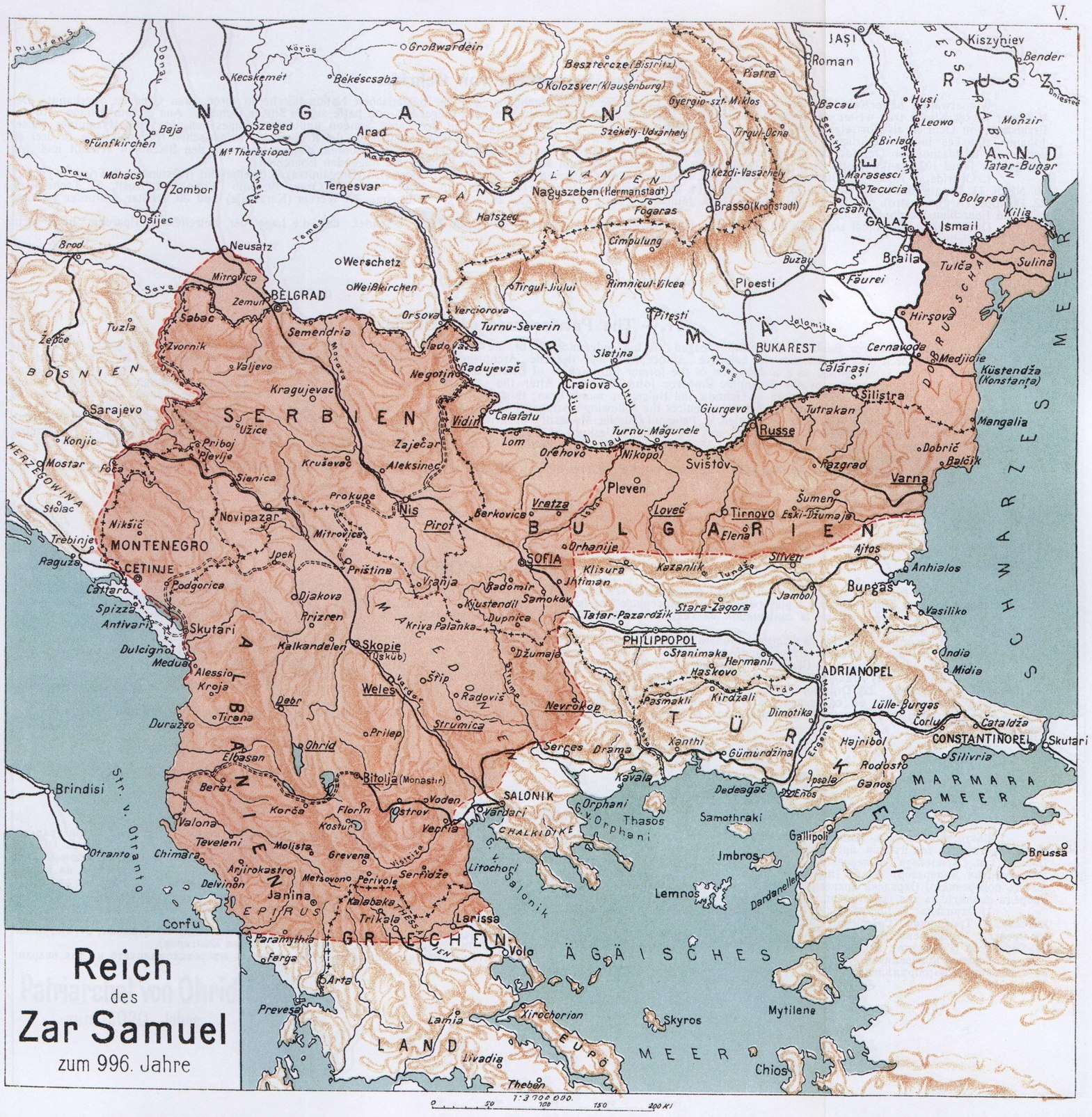
Западно-Болгарское царство при Самуиле

В 970—971 восточная часть территории Болгарского царства была отвоёвана войсками Византии и Святослава Игоревича. Самостоятельность сохранили лишь области к западу от реки Искыр, где правили комитопулы Давид, Моисей, Аарон и Самуил. Последнему вскоре удалось объединить под своей властью всю территорию от Дуная до Фессалии. Ядром государства Самуила, получившего у историков название Западно-Болгарское царство, являлась территория Северной Македонии, а столицей был Охрид. В 997 году Самуил принял титул царя. На протяжении всего своего правления он вёл практически не прекращавшиеся войны с Византией. Ему удалось присоединить Эпир, современные Албанию и северо-восточную Болгарию, а также значительную часть Сербии, однако в 1014 году войска Самуила были наголову разбиты в Беласицкой битве. 15 000 пленных болгар были ослеплены по приказу византийского императора Василия II, сердце Самуила не выдержало, и он скончался. Его преемники не смогли организовать сопротивления: в 1018 году Болгарское царство пало, его территория, включая Северную Македонию, вернулись в состав Византийской империи.
Западно-Болгарское царство Самуила характеризовалось частью историков как первое славянское государство на Балканах, возникшее в результате восстания комитопулов против болгарской власти. Большинство современных исследователей, однако, считают державу Самуила продолжением Первого Болгарского царства, опираясь на отсутствие данных об осознании себя славянами того времени отдельным народом и на тот факт, что наиболее точные — византийские источники однозначно именовали жителей державы Самуила болгарами.

### Византийская Македония
В рамках Византийской империи бо́льшая часть Северной Македонии входила в состав фемы Болгария, административным центром которой первоначально являлся город Скопье, с 1150 года — Ниш. Прибрежные области были присоединены к феме Фессалоники. Византийская фема Македония не имела отношения к географическому региону Македонии и располагалась во Фракии (центр — Адрианополь). Фемы управлялись стратигами, соединявшими в своих руках гражданскую и военную власть. Вхождение в состав Византии привело к ускорению процессов феодализации в Северной Македонии, расширению условного землевладения (прониарная система) и усилению зависимости крестьян. Главной категорией крестьянства стали парики, земельные участки которых считались собственностью светских или духовных феодалов, перед которыми парики были обязаны уплатой натуральной или денежной ренты и выполнением барщинных работ.
Хотя после падения Первого Болгарского царства был упразднён Болгарский патриархат, в 1019 году была учреждена Охридская архиепископия. Её глава использовал титул «архиепископа всей Болгарии», ему подчинялось большинство епископов Северной Македонии, а также епископы Западной Болгарии, Сербии и Албании. Первым архиепископом Охридским стал славянин Йован из Дебара, однако в дальнейшем этот пост замещался, по преимуществу, греками. Греческий язык стал официальным языком Охридской церкви, лишь на приходском уровне сохранилось богослужение на старославянском. Несмотря на репрессии, в византийской Македонии продолжало существовать богомильство, центрами которого были Маглен, Мелник, Прилеп.
Вхождение в состав Византии привело к усилению налогового бремени: натуральные подати в пользу государства были заменены денежными, введены поземельный и подымный налоги, а также, позднее, налог на имущество. Это привело к крупному восстанию Петра Деляна 1040—1041 гг., охватившему почти всю территорию Северной Македонии и западной Болгарии. Следующее крупное восстание вспыхнуло в 1072 году в Северной Македонии и Косове под предводительством Георгия Войтеха и Константина Бодина. Константин был провозглашён в Призрене царём Болгарии. В 1073 году, однако, мятеж был подавлен.
В конце XI века внешнеполитическое положение Византии резко осложнилось в результате поражений от турок-сельджуков и участившихся набегов печенегов, огузов и половцев (куманов). Часть последних по разрешению императора поселилась на территории сегодняшней Северной Македонии, где разместилась в районе современного Куманова. В то же время в Византию вторглись войска норманнов Роберта Гвискара и Боэмунда Тарентского. В 1082 году норманны захватили Диррахий, Охрид, Скопье, Касторию и двинулись в Фессалию. Хотя после смерти Гвискара в 1085 году норманны отступили, в 1096 году они вновь пересекли Македонию, направляясь в составе армий Первого крестового похода в Палестину. Спустя столетие, в 1185 году, на территорию региона Македонии вторглись норманнские войска Сицилийского короля Вильгельма II. Они захватили Диррахий и по Via Egnatia двинулись к Фессалоникам, которые спустя месяц также пали и были разграблены. Лишь в конце 1185 года византийцам удалось изгнать норманнов с Балканского полуострова.

### Между Болгарией, Сербией и Византией
В конце XII века была восстановлена независимость Болгарии и Сербии. Пользуясь ослаблением Византии, новые государства начали экспансию в направлении Македонии. Уже в 1189 году сербы захватили Скопье. В 1190-е гг. болгарский боярин Добромир Хриз, подняв восстание в районе Струмицы, создал небольшое самостоятельное княжество в южной части современной Северной Македонии. Центром владений Хриза стал Просек. Ему удалось разбить византийские войска, а в 1201 году овладеть Битолой и Прилепом. Однако новый поход императора Алексея III в 1202 году завершился разгромом Хриза и ликвидацией его княжества. В следующем году на эти земли вторглась армия болгарского царя Ивана Калояна, которая завоевала всю внутреннюю Македонию. Падение Константинополя в результате Четвёртого крестового похода 1204 года привело к образованию Фессалоникского королевства во главе с Бонифацием Монферратским, находящегося в вассальной зависимости от Латинской империи.
На протяжении последующих десятилетий за обладание землями региона Македонии велись практически непрерывные войны между Болгарией, Сербией, Фессалоникой, Эпиром и Никейской империей. Некоторое время (1207—1214) в Северной Македонии существовало полунезависимое княжество севастократора Стреза. В 1215 году большая часть земель региона Македонии была аннексирована Эпирским деспотатом, в 1224 году Эпиру удалось захватить Фессалонику. Однако в Клокотницком сражении в 1230 году войска эпирского деспота Феодора Ангела были разбиты армией болгарского царя Ивана Асеня II, что привело к вхождению всей географической Македонии (кроме Фессалоники) в состав Второго Болгарского царства. Но уже в конце 1240-х гг. началась активная экспансия Никейской империи, в результате которой Фессалоника и большая часть южной Македонии перешли под её контроль. В 1258 году сербские войска на некоторое время захватили Скопье и Прилеп. В 1257 году Константин I Тих, сын боярина Тиха из Скопье был избран боярами новым царём. В последующей войне прежний царь Мицо Асень был разбит и в 1261 году бежал в Никейскую империю к Михаилу VIII Палеологу. Константину Асену удалось захватил снова Скопье и Прилеп.
В 1261 году Михаил VIII Палеолог взял Константинополь и восстановил Византийскую империю. В том же 1261 году Константин Асен нападает на Константинополь, но терпит поражение. В том же 1264 году он предпринимает повторный поход против Византии. В 1277 году недовольство царем вылилось в крестьянское восстание под руководством Ивайло, в котором царские войска были разбиты и сам царь Константин Асен погиб.

### Географический регион Македонии в составе Сербской державы
В 1281 году король Стефан Милутин занял всю Северную Македонию, что было подтверждено сербо-византийским миром 1299 года. Его преемник Стефан Дечанский, разбив в Велбуждской битве в 1330 году болгарскую армию, оккупировал земли в среднем течении Вардара и Струмы, а также район Охридского озера. Вхождение региона Македонии в состав Сербского государства было завершено при Стефане Душане, который, воспользовавшись гражданской войной в Византии, к 1348 году захватил весь регион Македонии, кроме Фессалоники, а также Эпир, Фессалию и часть Центральной Греции.
Территория рагиона Македонии стала центром державы Стефана Душана. Его двор находился в Скопье и греческом  Серре. В 1346 году был учреждён Печский патриархат, а Стефан Душан коронован царём сербов и греков. Сербское государство находилось под сильным влиянием византийских традиций. Была сформирована разветвлённая бюрократическая система, усилилась централизация власти, было кодифицировано законодательство (Законник Стефана Душана). Одновременно происходило укрепление земельной аристократии (властели), дальнейшее развитие прониарной системы и закрепощение крестьянства.
После смерти Стефана Душана в 1355 году Сербская держава распалась. Его преемник, Стефан Урош V, сохранил лишь номинальную власть. Фессалия и Эпир перешла под контроль провозгласившего себя царём Симеона Синиши. В Серрах укрепилась вдова Душана царица Елена, а после её смерти в 1365 году — деспот Углеша Мрнявчевич. Прилеп и западные области сегодняшней Северной Македонии стали ядром государства короля Вукашина, брата Углеши. Территория к востоку от Вардара до Родоп вошла в состав владений Константина Драгаша. Возникли также и другие мелкие образования, управляемые местными аристократами, фактически независимыми от центральной власти. Наибольшую роль в Северной Македонии играли Углеша и Вукашин Мрнявчевичи, которым в 1369 году удалось разбить войска царя Стефана Уроша V и князя Лазаря и закрепить самостоятельность своих княжеств.

### Турецкое завоевание
Феодальная анархия, воцарившаяся на территории региона Македония после распада державы Стефана Душана, ослабляла обороноспособность этих земель перед лицом надвигающейся угрозы со стороны турок-османов. Уже в 1345 году, заняв Галлиполи, турки укрепились на европейском континенте. В 1365 году был захвачен Адрианополь. С целью отражения османской угрозы Углеша и Вукашин Мрнявчевичи сформировали крупную армию и двинулись к Адрианополю. Однако в Марицкой битве 26 сентября 1371 года их войска были наголову разбиты, а братья пали в бою. Это поражение привело к переходу региона Македонии под контроль турок: Константин Драгаш и королевич Марко, преемник Вукашина, признали сюзеренитет османского султана. В 1383 году турки захватили Серры, затем — Штип, Прилеп и Битолу. В 1387 году пали Фессалоники. Решающее значение для судьбы географической Македонии имела битва на Косовом поле в 1389 году, после которой османская мощь резко усилилась. Уже в 1393 году было захвачено Скопье. Наконец в 1395 году в сражении при Ровине в Валахии погибли Константин Драгаш и королевич Марко, а их княжества прекратили существование. Территория всей географической Македонии окончательно вошла в состав Османской империи.

## Географический регион Македония в составе Османской империи

### Организация османской власти
В результате турецкой экспансии XV — начала XVI веков географический регион Македония превратилсяь из пограничной во внутреннюю провинцию Османской империи, далёкую от полей военных действий. В административном отношении регион входил в состав эялета Румелия, который, в свою очередь, делился на санджаки. Границы и число санджаков часто менялись. Первоначально территория региона относилась к санджакам Кюстендил, Охрид и Паша. Последний в XVII веке был разделён на несколько более мелких санджаков, в частности Кавала, Селеник и Ускуб.
Османская империя являлась централизованным абсолютистским теократическим государством. Официальной религией был ислам, причём мусульманское духовенство осуществляло не только религиозные функции, но и играло ведущую роль в судебной и образовательной системе страны. Христианская религия не преследовалась, однако её приверженцы были ограничены в правах, уплачивали подушную подать харадж, не могли замещать государственные должности или носить оружие. Это способствовало переходу части славянского населения Балканского полуострова в ислам. В то же время, православная церковь во главе с Константинопольским патриархом признавалась в качестве самоуправляющейся религиозной общности (миллета), сохраняла свои владения и имущество, а также автономию в церковных, культурных и образовательных вопросах. Христиане были освобождены от военной службы, однако были обязаны уплачивать «налог кровью» (девширме) — регулярно отдавать часть мальчиков для комплектации элитного янычарского войска.
Вся земля в Османской империи считалась собственностью султана, который передавал её на условии несения военной службы спахиям. Владения спахий подразделялись, в зависимости от размеров, на тимары, зиаметы и хасы. Часть хасов принадлежала непосредственно султану или членам его семьи. Первоначально тимары и зиаметы не наследовались, но с течением времени спахии постепенно добились закрепления своих земель на наследственном праве и ограничения условного характера своего держания. Кроме того существовали церковные земли (вакуфы) и земли, принадлежащие на праве свободной собственности (чифтлики). Роль последних неуклонно возрастала на всём протяжении истории Османской империи: спахийно-ленная система постепенно разлагалась, земля переходила в собственность её владельцев. Зависимое население (райя) обрабатывало свои наделы за определённые денежные или натуральные повинности в пользу государства и землевладельца. Крестьянство в своей массе оставалось лично свободным, а величина поземельных повинностей фиксировалась государством, что ставило сельское населения Османской империи в несколько лучшее положение, чем в Центральной и Восточной Европы. Население городов также было свободным, в профессиональном плане ремесленники объединялись в цехи восточного типа (эснафы), отдельные для мусульман и христиан. Наибольшую роль в географическом регионе Македонии приобрели Салоники, которые стали главным центром торговли Балканского полуострова с Западной Европой. В 1685 году в Салониках было открыто постоянное торговое представительство французских купцов, позднее — венецианских, английских и голландских.

### Освободительное движение и этнические изменения

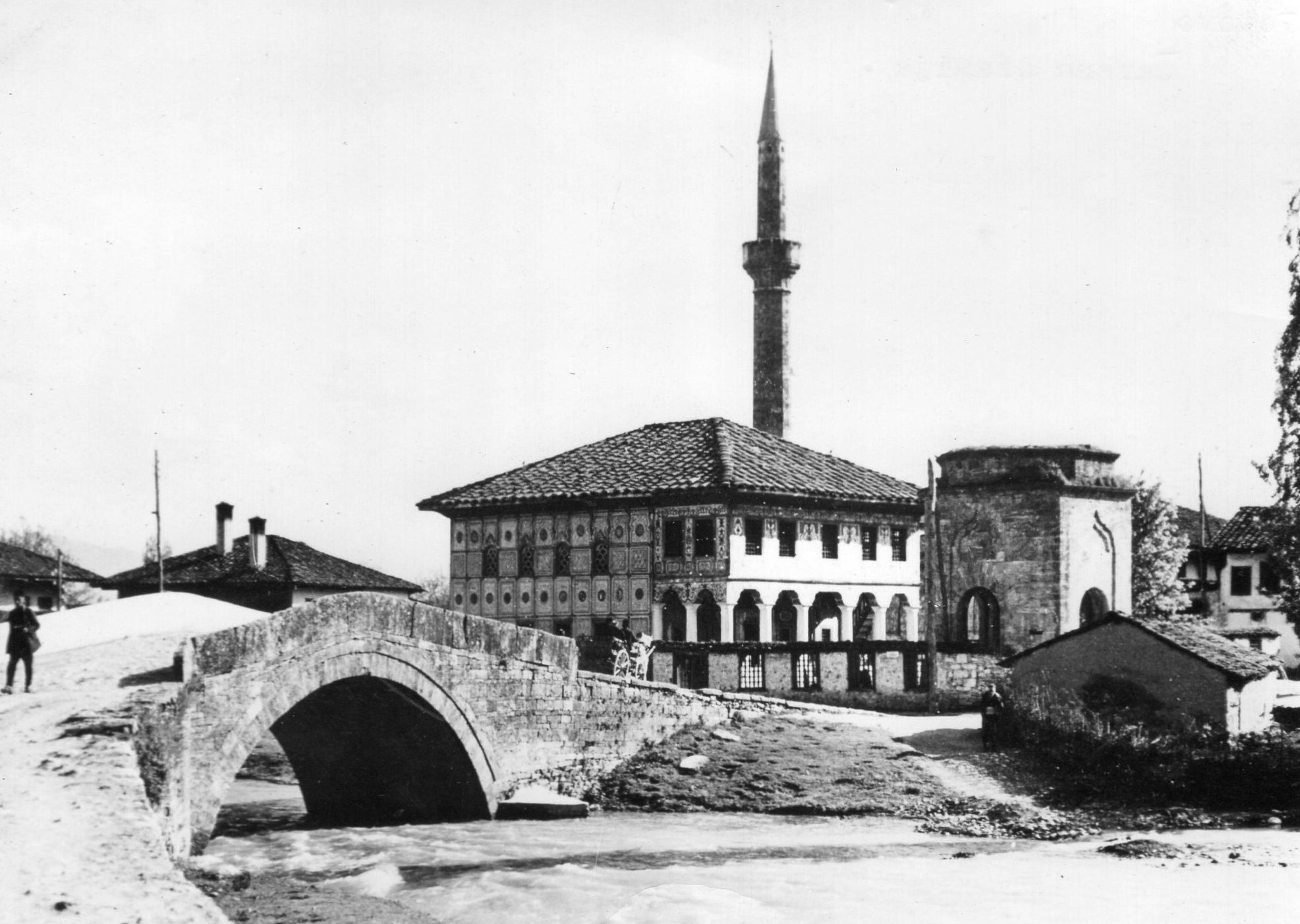
Пёстрая мечеть в городе Тетово была построена в 1438 году

Основной формой сопротивления христианского населения македонских вилайетов османской власти являлось гайдучество. Хотя в большинстве случаев отряды гайдуков представляли собой банды деклассированных элементов, занимавшихся грабежом и разбоем, часть из них действительно вела партизанские действия именно против турецких воинских соединений и чиновников, что позволила гайдукам занять существенное место в народном фольклоре. Тем не менее, гайдучество сохраняло локальный характер и серьёзно не могло угрожать османской власти в географическом регионе Македонии.
Роль церкви в освободительном движении в Северной Македонии не была значительной. Охридская архиепископия под османской властью сохраняла автономию, причём некоторые архиепископы пытались проводить антитурецкую политику и искали опору среди европейских государств. Однако влияние архиепископства неуклонно снижалась из-за давления со стороны греческого духовенства Константинопольской патриархии и восстановления Сербской православной церкви, под юрисдикцию которой перешли епархии Северной Македонии. Рост напряжения между греческим и славянским духовенством привёл в 1767 году к упразднению Охридского архиепископства.
В 1689 году, под влиянием успешных действий австрийских войск против турецкой армии в Венгрии и Сербии в Северной Македонии вспыхнули ряд массовых восстаний. Наиболее крупное выступление имело место в октябре 1689 г. на северо-востоке сегодняшней Северной Македонии под руководством воеводы Карпоша. Гайдуки Карпоша, действующие в сотрудничестве с армией Энео Пикколомини, выбили турок из Куманова и Скопье. Однако уже в ноябре из-за эпидемии и османского контрнаступления австрийские войска покинули Северную Македонию. После долгого сопротивления пало Куманово, Карпош был захвачен и казнён. Османская власть в Северной Македонии была восстановлена.
В XV—XVI веках существенно изменился этнический состав населения географического региона Македония. Из Малой Азии сюда переселялись турки, в городах возникли колонии евреев и греки стали возвращаться в города. Особенно сильно увеличилась доля греческого населения в Салониках . Часть славянского населения приняла ислам, образовав этническую прослойку торбешей. После отступления австрийских войск из Северной Македонии и Сербии в 1689 года по призыву печского патриарха Арсения III начался массовый исход православного населения за Дунай и Саву. Этот исход затронул и Северную Македонию: обширные области запада Северной Македонии обезлюдели, на место эмигрировавших славян постепенно стали переселяться албанцы, которые к этому времени уже приняли ислам и лучше адаптировались к условиям жизни в Османской империи.
Многие славяне, принявшие ислам, были ассимилированы другими мусульманскими народами и ныне являются частью албанского и турецкого этносов. В наибольшей мере данный процесс затронул районы Тетова, Куманова и Гостивара.

### Упадок Османской империи

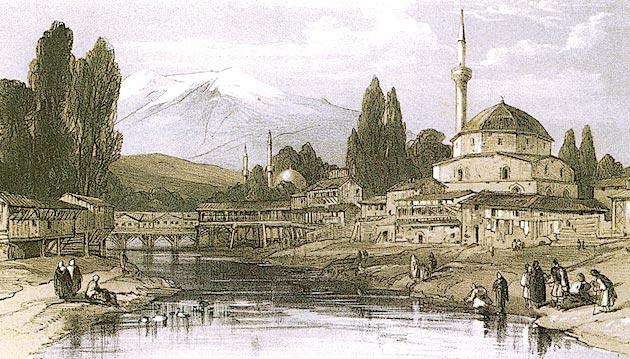
город Битола в XIX веке

В XVIII веке Османская империя переживала упадок. Войны с Австрией и Россией привели к потере ряда территорий и затяжному финансовому кризису, который в свою очередь повлёк резкий рост налогового бремени. Были введены новые налоги (десятина) и повышены существующие. Сбор налогов перешёл в руки местных чиновников и землевладельцев, чья власть существенно усилилась. Военно-ленная система находилась в глубоком кризисе. Спахийное землевладение вытеснялось чифтлическим, при котором земля находилась в полной собственности её владельца. Это сопровождалось усилением эксплуатации крестьянства, ростом барщины и сгоном крестьян с земель. Центральная власть резко ослабла, в государстве воцарилась анархия: власть перешла в руки местных пашей и беев, в то время как банды арамий (мусульманских гайдуков) практически беспрепятственно разбойничали на дорогах и разоряли страну. В западной части географического региона Македония укрепились Мехмед-паша Бушати и Али-паша Тепеленский, выходцы из албанских семей, фактически не подчинявшиеся Стамбулу и проводившие на подвластных им землях собственную внешнюю и внутреннюю политику. Аналогичные полусамостоятельные образования во главе с представителями албанской или турецкой аристократии возникли и в других областях географического региона Македонии. Попытки центральных властей навести порядок и провести необходимые реформы наталкивались на упорное сопротивление местной знати и янычаров, которые нередко прибегали к вооружённым выступлениям против политики султана. Лишь в начале XIX века султану Махмуду II удалось обуздать местную аристократию, упразднить янычарское войско и начать осуществление административной и военной реформ. Однако положение осложнялось подъёмом освободительных движений народов Балканского полуострова: в 1815 году возникло автономное Сербское княжество, а после поражения в русско-турецкой войне 1828—1829 годов Османская империя признала независимость Греции.

### Эпоха Танзимата
В 1839 году в Османской империи началось осуществление масштабных реформ, нацеленных на превращение страны в современное государство (эпоха Танзимата). Гюльханейский хатт-и шетиф, утверждённый султаном Абдул Меджидом I в 1839 году, частично уравнял христиан в гражданских правах с мусульманами и реорганизовал судебную и налоговую систему, ликвидировав откупа. Затем была проведена военная реформа, создавшая постоянную армию, комплектуемую по призыву из мусульман, введены гражданский и уголовный кодексы по французскому образцу, реорганизована система образования. Эти преобразования вызвали «восстание пашей» в 1843—1845 гг. в Северной Македонии и Косове. После его подавления была проведена административная реформа: на месте огромных старых эялетов были учреждены более мелкие административные единицы — вилайеты, во главе которых встали назначаемые султаном губернаторы (валии), при которых действовали советы из представителей местных жителей, как мусульман, так и христиан. Территория географического региона Македонии была разделена между Косовским, Монастырским и Салоникским вилайетами.
Большое значение имела аграрная реформа, осуществление которой началось уже в 1832 году. Было упразднено спахийное землевладение и повинности крестьян в пользу спахий, вместо которых введена частная собственность на землю и поземельный налог в пользу государства. Бывшие спахии получили финансовую компенсацию из государственного бюджета. Крестьяне, обрабатывавшие бывшие спахийные земли, свои наделы в собственность не получили — их повинности фактически трансформировались в арендные платежи землевладельцу. Тем не менее, для определённых категорий крестьянства было предусмотрено право выкупа своих наделов. Аграрная реформа способствовала расслоению крестьянства, обезземеливанию его беднейшей части и формированию сельской буржуазии.
Кульминацией преобразований эпохи Танзимата стал хатт-и хумаюн 1856 года, установивший равенство всех граждан империи независимо от их религиозной принадлежности. Это de jure открыло перед христианами возможности для занятия государственных постов и службы в армии. Были также введены гарантии неприкосновенности личности и собственности.
Реформы Танзимата имели большое значение для трансформации Османской империи и оживлении её социально-экономического и культурного развития. Однако, в значительной степени, они остались на бумаге: их реализация на местах, в частности в относительно удалённой от Стамбула географического региона Македонии, была неполной и непоследовательной. В частности, здесь сохранялось господство крупного помещичьего хозяйства, а доля крестьян, получивших землю в собственность, оставалась небольшой. При этом социальные отношения в деревне сохраняли религиозную окраску: землевладельцы были, по преимуществу, мусульмане, крестьяне — православными. Фактическая власть в географическом регионе Македонии принадлежала местной аристократии, полностью отсутствовали гарантии безопасности, везде действовали вооружённые банды, с которыми были не в силах справиться немногочисленные отряды османской армии и полиции, процветала коррупция.
В то же время, Танзимат открыл турецкий рынок перед западным капиталом. Уже в 1871 году началось строительство первой железной дороги Салоники—Скопье (бельгийский капитал), которая позднее была продолжена через Сербию до Австро-Венгрии. В 1894 году была завершена железная дорога из Салоник в Битолу (немецкий капитал), в 1896 году — из Салоник в Александруполис и далее на Стамбул (французский капитал).

### Национальное Возрождение славянского населения
С конца XVIII века среди славянского населения Османской империи начали активно развиваться процессы Национального Возрождения и формирования современных наций. В географическом регионе Македонии, где в Средние века не существовало отдельной македонской народности, эти процессы протекали, главным образом, в русле Болгарского национального возрождения. В то же время, часть македонских славян к этому времени эллинизировалась, приняла греческую национальную культуру и поддерживала «Великую идею» реставрации Византийской империи. В конце XIX века активизировалась политика Сербии в Северной Македонии, что также привело к принятию частью местного населения сербской национальной ориентации. Среди албанцев региона Македонии в конце XIX века протекал ускоренный процесс албанского национального возрождения и становления единой албанской нации. В результате регион Македонии стала территорией пересечения национальных агитаций различных народов Балканского полуострова.
Наибольшее значение имело болгарское национальное возрождения, одним из центров которого стали македонские земли. Уже в 1837 году в Велесе возникла первая болгарская светская школа. Затем болгарские школы были открыты в Скопье, Штипе, Охриде, Битоле, Салониках и других городах региона Македонии. В начале 1860-х гг. македонские болгары были вовлечены в движение за формирование автокефальной Болгарской православной церкви. 
Национальное движение болгар увенчалось успехом 1870 года с учреждением Болгарского экзархата, которому к середине 1870-х годов удалось включить в свой диоцез большую часть этнически болгарских земель Македонии. В начале 1870-х гг. под его начало перешли скопская, битольская и охридская епархии, где были проведени плебисциты среди православного населения.
Создание автокефальной болгарской церкви дало новый толчок к расширению сети болгарских школ и просветительских организаций в регионе Македонии. Тем не менее, до начала XX века процесс формирования болгарской нации не был завершён, а значительная часть сельского славянского населения региона Македонии оставалось этнически невыраженной.
Хотя, по общему мнению историков, в XIX веке македонского народа в современном значении ещё не существовало, определённую проблему представляет вопрос о существовании в этот период предпосылок к его возникновению. Если болгарская и греческая исторические школы отрицают наличие сколь-либо самостоятельного македонского этнического самосознания, исследователи из Северной Македонии, опираясь на статью «Македонский вопрос» Петко Славейкова 1871 года, заявляют о начале складывании определённой этнической отличности македонских славян от болгар на основе принадлежности к разным православным церквям. Кроме того, разговорный язык славянского населения Македонии несколько отличался от уже кодифицированного на основе восточных диалектов болгарского языка.

### Возникновение Македонского вопроса

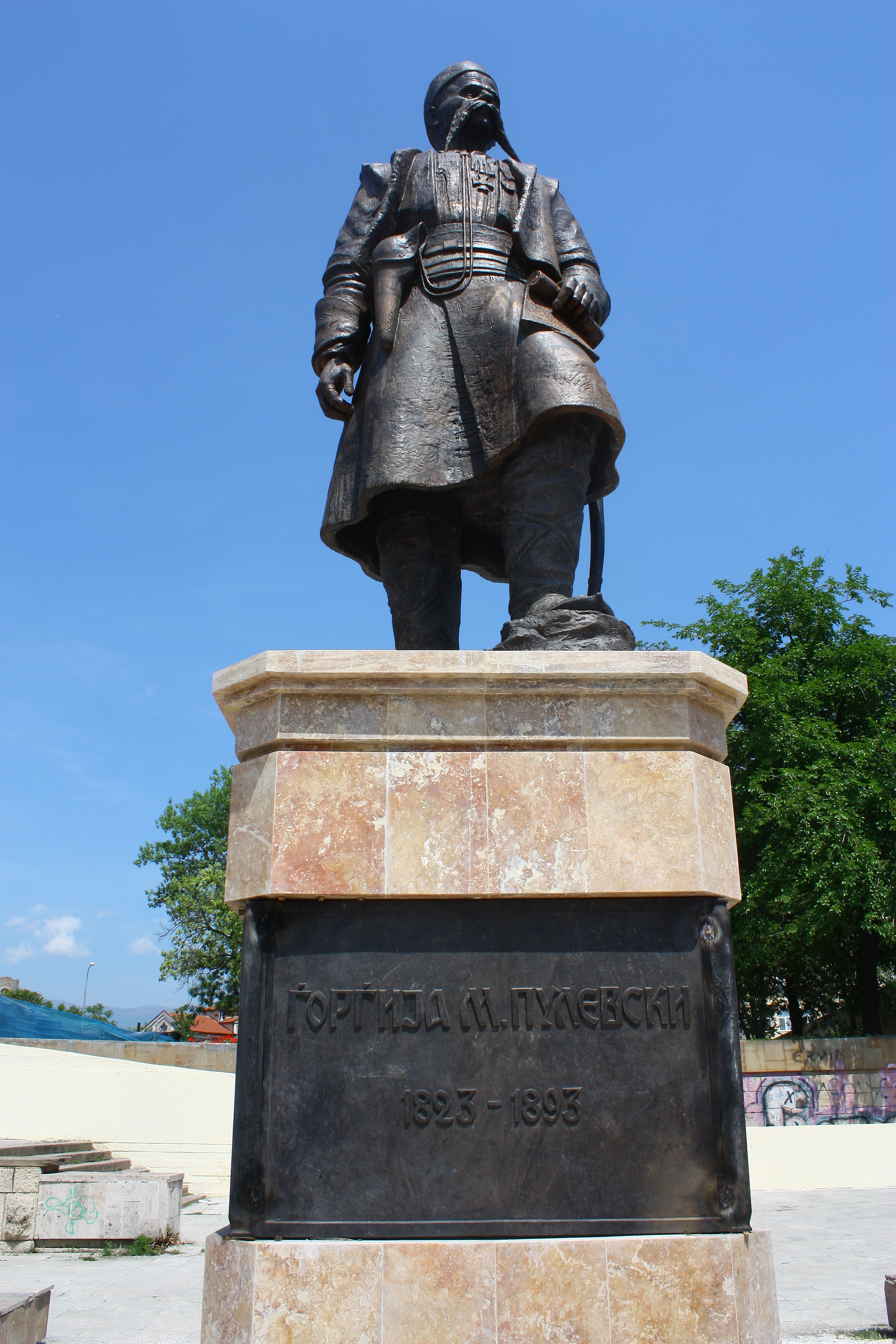
Памятник революционеру и одному из основоположников македонизма Георгию Пулевскому в Скопье

В период русско-турецкой войны 1877—1878 годов около 1000 добровольцев из региона Македонии приняло участие в военных действиях против войск Османской империи. Русские войска, однако, не вступили в регион Македонии, остановившись у Кюстендила. По условиям Сан-Стефанского договора 1878 года было образовано автономное Болгарское княжество, в которое предусматривалось включить всю географическую Македонию, за исключением Салоник и полуострова Халкидики. Однако против этого резко выступили западные державы, Сербия, Греция и греческое население Македонии. В результате переговоров на Берлинском конгрессе 13 июля 1878 года был заключён новый мирный договор: территория Болгарского княжества была значительно сокращена, образовано отдельная автономная единица Восточная Румелия, а вся географическая Македония осталась в составе Османской империи. В соответствии со статьёй 23 Берлинского мира христианское население Македонии и Фракии должно было в будущем также получить самоуправление в рамках империи. Если греческое и грекофильское население Македонии, а также македонские мусульмане с воодушевлением приняли условия Берлинского договора, не допустившего присоединение региона к Болгарии, то болгарское население было возмущено. В Пиринской Македонии в октябре 1878 года вспыхнуло Кресненское восстание, которое, однако, было к лету 1879 года подавлено. В соответствии с решениями Берлинского конгресса была организована комиссия для выработки предложений по предоставлению Македонии автономии. В комиссию, однако, не были включены македонские славяне, которые после Кресненского восстания рассматривались Портой как «болгарские повстанцы». Разработанный комиссией проект самоуправления Македонии, однако, был отвергнут султаном в 1880 году. Санкций великих держав не последовало и вопрос автономии остался нерешённым.
В конце XIX века активизировались претензии балканских стран на регион Македонии. Помимо Болгарии и Греции, давно считающих Македонию своей исторической территорией, на политическую сцену вышла Сербия, заявившая, что македонские славяне являются в действительности сербами. Позиция Греции заключалась в том, что большая часть славян проживающих в регионе Македонии начинало делать попытки отождествления себя — славян по крови и сознанию — с древними македонянами. Это было не допустимо для Греции. В результате в регионе Македонии развернулась борьба между Болгарией, Грецией и Сербией за привлечение на свою сторону этнически не выраженного местного славянского населения, главным образом путём создания параллельных систем образования и расширения сфер влияния национальных православных церквей. Если в первое время после образования Болгарского княжества из-за сопротивления османских властей и Константинопольского патриархата болгарское влияние в Македонии несколько уменьшилось, то в 1890-е гг., в результате потепления турецко-болгарских отношений в правление Стефана Стамболова в ходе  греко-турецкой войны 1897 года, болгарское национальное движение в регионе Македонии вновь активизировалось. Число болгарских школ в 1900 году достигло 781, были учреждены болгарские гимназии в Салониках, Битоле и Скопье, созданы новые епархии Болгарского экзархата. Тем не менее, греческое национальное движение также укрепило свои позиции: в 1900 году в регионе Македонии насчитывалось уже 613 греческих школ, а четверть македонских славян сохраняло принадлежность к Константинопольскому патриархату. Параллельно быстро развивалось албанское национальное движение, одним из главных требований которого, в соответствии с программой Призренской лиги 1878 года, стало объединение всех населённых албанцами земель, включая запад нынешней Северной Македонии, в единое автономное образование в составе империи. Согласно данным переписи населения в 1895 году в Скопском санджаке, Битольском и Салоникском вилайетах проживало 2,5 миллиона человек, из которых 692,742 составляли болгары, 1,137,315 — муслимане, 603,242 — греки и 68,432 — евреи и др.
К концу XIX века относится возникновение идеи македонизма. Впервые с ней выступил, преследуя великосербские политические цели, сербский дипломат Стоян Новакович, заявивший в 1888 году, что славянское население региона Македонии образовывает отдельный македонский народ и не является ни болгарами, ни сербами. В 1902 году в Санкт-Петербурге студенты из Македонии заложили Македонское научно-литературное товарищество, пропагандирующее, в частности, идею самобытности македонской нации. В 1903 году Крсте Мисирков в своей работе «О македонских проблемах» обосновал существование особого македонского языка и признал наличие у македонцев собственных политических интересов. Идеи македонизма были поддержаны в Сербии, однако на территории региона Македонии не нашли сколь-либо широкого круга сторонников: большинство македонских славян, и, прежде всего, культурная и политическая элита, к этому времени относило себя к болгарам.

### ВМОРО, Илинденское восстание и превращение региона Македонии в арену борьбы балканских государств
В начале 1890-х гг. македонские студенты, обучающиеся в Софии, основали «Молодое македонское литературное общество», которое стало ядром движения за автономию Македонии. Нормализация болгаро-турецких отношений в правление Стефана Стамболова повлекла роспуск этой организации. Однако уже 3 ноября 1893 года радикальная славянская македонская молодёжь заложила в Салониках новую, тайную организацию, позднее получившую название «Внутренняя македонско-одринская революционная организация» (ВМОРО). У её основания стояли Даме Груев, Иван Хаджиниколов, Гоце Делчев и Гёрче Петров. ВМОРО должна была возглавить борьбу за автономию Македонии и Адрианопольской (Одринской) Фракии от турецкой власти. Организации удалось создать разветвлённую сеть своих отделений по всей Македонии и приобрести значительное влияние среди населения. Были также образованы боевые отряды (четы), которые зачастую прибегали к террористическим актам для привлечения внимания к македонскому вопросу и финансирования деятельности ВМОРО. С самого своего возникновения лидеры ВМОРО ставили своей конечной целью присоединение регионов Македонии и Фракии к Болгарии. Однако политические разногласия внутри организации, этническая пестрота региона Македонии и неблагоприятная внешнеполитическая ситуация заставляли ВМОРО выдвинуть на первый план более умеренное требование полной политической автономии Македонии. Это позволяло привлечь на сторону ВМОРО более широкие слои населения разных национальностей и вероисповеданий. Тем не менее, уровень участия в деятельности ВМОРО мусульман (торбешей, албанцев и турок) оставался достаточно низким, организация сохраняла по преимуществу славянско-болгарский характер.
Параллельно с ВМОРО в Болгарии в 1895 году возникла ещё одна македонская революционная организация — Верховный македонско-одринский комитет (ВМОК, верховисты). В отличие от ВМОРО, ВМОК опирался, прежде всего, на македонско-фракийской диаспоры в Болгарии. ВМОК стал вторым после ВМОРО нелегальным институтом болгарского национального движения, выступившим за достижении македоно-одринской автономии насильственным путем. В своей стратегии верховисты делали главный упор не на всеобщее вооружённое восстание, а на операции небольших отрядов, действующих с болгарской территории, а также на пропаганде среди европейских государств. Отношения ВМОРО и ВМОК иногда были напряжёнными.
В 1901—1902 гг. набеги чет верховистов и столкновения отрядов ВМОРО с частями османской армии и мусульманской самообороны (башибузуками) переросли в непрекращающуюся партизанскую войну. Осенью 1902 г. в Пиринской Македонии произошло восстание македонских болгар, известное как Горноджумайское восстание. Восстание было подавлено османскими войсками.

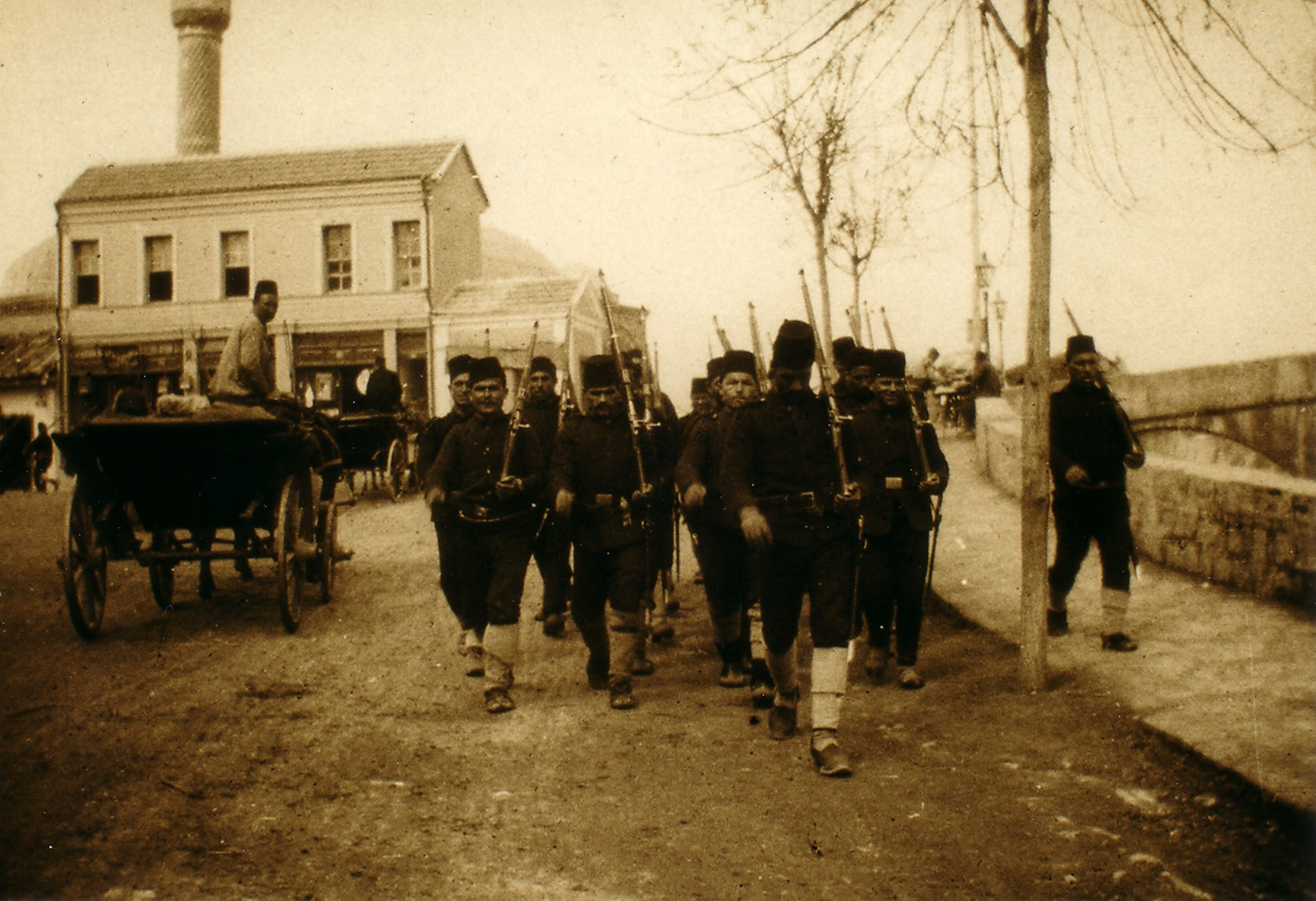
Солдаты Османской империи в Скопье, 1903 год

В начале ноября 1902 г. конгресс ВМОРО принял решение о подготовке всеобщего восстания. Весной 1903 года участились террористические акции радикального крыла ВМОРО, которые вызвали ответные репрессии османских властей. В ситуацию вмешались европейские державы, под давлением которых Стамбул согласился начать осуществление реформ в Македонии, а Болгария распустила ВМОК. Тем не менее столкновения продолжались. В соответствии с решением ВМОРО в Ильин день 2 августа 1903 года в регионе Македонии вспыхнуло вооружённое восстание, вошедшее в историю как Илинденское восстание. Его центром стал Битольский вилайет. Восстание быстро распространилось на долину Вардара и области Флорины, Кастории, Охрида и Эдессы. Повстанцы захватили ряд городов, в том числе Крушево, где была провозглашена Крушевская республика. К восстанию присоединились и четы верховистов, а также население Адрианопольской Фракии.
В поддержку повстанцев выступила Болгария, однако под давлением западных держав и России она ограничилась лишь дипломатическими мерами. ВМОРО также не удалось добиться присоединения к восстанию македонских торбешей, албанцев, турок, греков и сербов, тем более, что греческое население региона стремилось к воссоединению Македонии с Грецией. Это предопредилило крах движения. Против восставших была направлена османская армия и отряды самообороны, насчитывающие вместе около 250 тысяч человек, которые приступили к подавлению восстания. По неполным сведениям, в регионе Македонии была сожжена 201 деревня, убито более 4,5 тысяч человек христианского населения. Не менее 30 тысяч македонцев бежало в Болгарию.

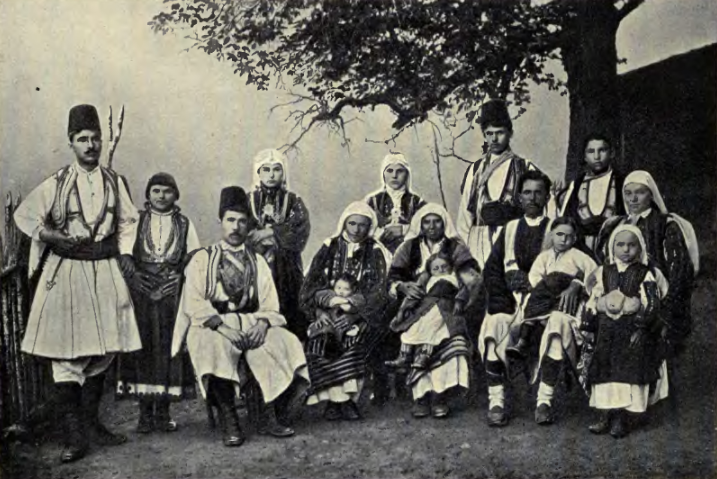
Македонские крестьяне

Осенью 1903 года Российская империя и Австро-Венгрия при поддержке остальных великих держав предложили османским властям проект реформ (Мюрцштегская программа) для улучшении положения христианского населения Македонии. Они предполагали реорганизацию турецкой полиции и жандармерии, которая поручалась европейским офицерам, изменение системы сбора налогов и назначение наблюдателей от России и Австро-Венгрии при главном турецком инспекторе македонских вилайетов. В ноябре 1903 года османские власти в результате давления со стороны Германии дали согласие на проведение этих реформ. Начальником новой жандармерии был назначен итальянец, генерал Де-Джиорджис; все великие державы назначили в македонскую жандармерию своих офицеров. Действуя как против турок, так и против революционных банд, жандармерия на время восстановила некоторое подобие порядка, но не смогла ослабить взаимную ненависть мусульманского и христианского населения.
В 1904 году было подписано болгарско-турецкое соглашение, по которому участники Илинденсковосстания были амнистированы, а Болгария, в свою очередь, запретило деятельность ВМОРО и ВМОК на свой территории.
В 1905 году свои претензии на влияние в регионе Македонии заявила ещё одна страна — Румыния, которая действовала через влахов, живущих на юге Македонии. В мае 1905 года после получения румынской ноты с угрозой разрыва отношений, султан Абдул-Хамид II предоставил влахам Османской империи те же права, что и другим немусульманским народностям (в том числе возможность вести богослужение на родном языке). Дело дошло до греко-румынского противостояния в 1905 году: греческий посланник покинул Бухарест, в Румынии были закрыты все греческие школы, греко-румынский торговый договор 1900 года был расторгнут румынской стороной. В 1905—1906 годах активизировались вооруженные столкновения в Македонии: например, в марте 1906 года греческие четники вырезали 60 болгар в селе Загоричаны. Ответом стали греческие погромы, прокатившиеся по Болгарии в июле 1906 года. В 1906—1907 годах Македония превратилась в территорию, на которой активные партизанские действия вели болгарские, греческие и в незначительной степени сербские четы. По официальным данным местных властей, в 1907 году в трех вилайетах (Солунском, Монастырском и Косовском вилайетах) действовали 110 чет. Правда, общая численность четников была невелика — 1205 человек в 1907 году. По национальному признаку деление четников (на 1907 год во всех трех вилайетах) было следующим: болгарские (77 чет, 661 четник), греческие (27 чет, 370 четников) и сербские (6 чет, 174 четника). Греческих чет было больше всего в Монастырском вилайте, а в Косовском, где не было греческого населения, их не было вовсе. Сербские четники, напротив, действовали лишь в Косовском и Монастырском вилайетах. Болгарские четы действовали во всех трех вилайетах.

### Сербское завоевание Северной Македонии
В 1912 г. современную территорию Северной Македонии завоевала Сербия, чье правительство решило ассимилировать проживавших на её территории македонцев и особенно болгар в сербов. Для этого из Македонии изгнали болгарских учителей и священников или силой заставили их отречься от болгарской национальности и признать себя сербами. Также запретили ввоз болгарской прессы в Македонию. Типично болгарские имена заменялись на сербские, болгарское окончание фамилий "ов" в официальных документах заменяли на сербское "ич". По словам епископа Мефодия (Кусева), родом из македонского города Прилеп, сербское иго для македонских болгар было тяжелее, чем турецкое, так как турки по крайней мере не пытались насильственно их ассимилировать, чем занималась Сербия. В результате завоевания и запрета на выражение болгарской идентичности, десятки тысяч болгар, особенно образованных, были вынуждены покинуть Македонию и переселиться в Болгарию, что привело к существенному ослаблению болгарского элемента. 

## Северная Македония в межвоенный период

### Вардарская Македония в составе Югославии

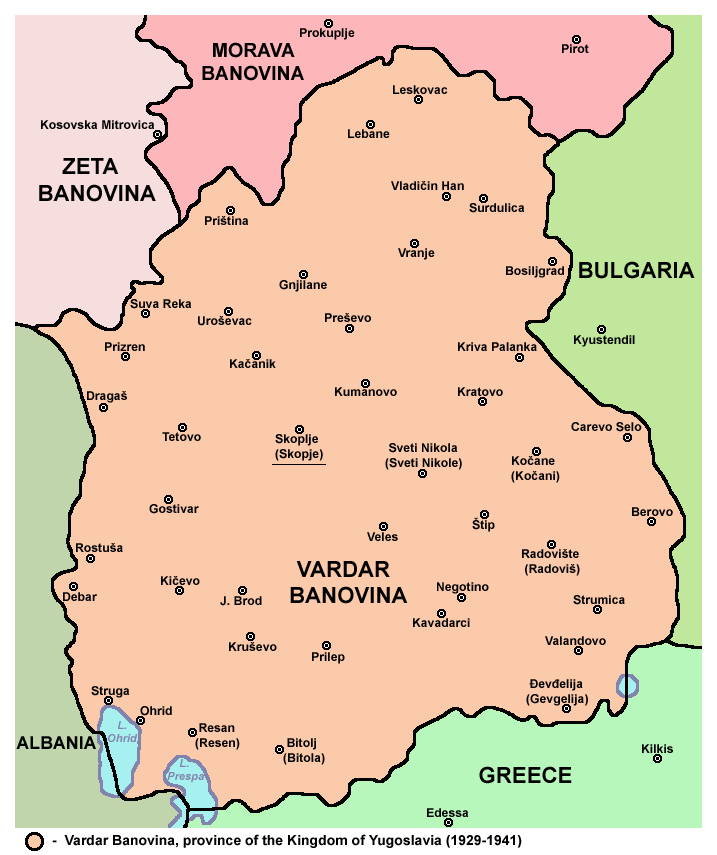
Территория Вардарской бановины

Северная Македония, ставшая частью Сербского королевства после Балканских войн (1912-1913) с коротким перерывом в 1915-18 гг., когда она оказалась под контролем Болгарии, была одной из самых слаборазвитых югославских территорий. Число неграмотных в Вардарской бановине (70,9 % населения в 1931 году) было намного выше, чем в среднем по королевской Югославии (44,6 % в 1931 году). В регионе продолжалась насильственная ассимиляция македонцев и особенно болгар в сербов, в основном через школьное образование. Албанцы также не имели возможности получать образование на своем языке в государственных школах, кроме одной школы в Скопье. Сопротивление насильственной ассимиляции осуществляла организация ВМРО, убивавшая не только югославских чиновников и офицеров, но иногда и мирное население - сербских колонистов, переселившихся в Македонию в межвоенное время. Организация насчитывала до 2 тыс. активных членов и совершила около 500 нападений на сербских официальных лиц и колонистов в межвоенное время, в результате которых погибли сотни людей. Сербские войска в качестве мести за убийство ВМРО 30 мирных жителей в Овчепольском регионе в январе 1923 г. убили в марте всё мужское население деревни Гарван.

## Северная Македония во Второй мировой войне
Из-за нарушения прав македонцев, албанцев и особенно болгар, а также из-за слабого экономического развития Северной Македонии под управлением югославских королей, её жители не стали защищать Югославию при её распаде и вторжении немецких войск 6-17 апреля 1941 г., и в результате Македония была быстро занята немцами. 19 апреля на её территорию по договоренности с нацистской Германией вошли болгарские войска. Значительная часть населения, прежде всего македонские болгары, встречали болгарские войска с ликованием и цветами, воспринимая их как освободителей от сербского ига. Такие массовые восторженные встречи произошли во многих македонских городах с большим процентом болгар: Скопье, Охрид, Прилеп, Штип, Кавадарци, Гевгелия. События апреля 1941 г. были сравнимы с народным ликованием многих македонцев, встречавших болгарские войска в Первую мировую войну осенью 1915 г.. В дальнейшем многие разочаровались в Болгарии из-за коррупции, бюрократии и произвола части болгарской оккупационной администрации, и в Македонии возникло проюгославское партизанское движение. В ответ на действия партизан болгарскими оккупационными войсками были совершены военные преступления, хотя их было несопоставимо меньше, чем в сербской или греческой оккупационной зоне, в которых было гораздо более активное сопротивление болгарской оккупации. В частности, произошло убийство 12 молодых македонцев по обвинению в помощи партизанам, в том числе 8 несовершеннолетних (15-17 лет) в селе Ваташа 16 июля 1943 г..
Болгарские авторы утверждают, что, в отличие от сурового подхода болгарских оккупационных войск, болгарская гражданская администрация в 1941-44 гг. несмотря на все недостатки, вкладывала значительные средства в благоустройство и повышение уровня развития Северной Македонии и строила там школы, больницы, библиотеки и дороги.
В конце войны болгарские оккупационные власти образовали Независимое государство Македония, просуществовавшее несколько месяцев в 1944 году.

## Социалистическая республика Македония
Сразу после ухода болгарских войск в ноябре 1944 г., вместе с которыми ушла значительная часть македонских болгар, в Македонии новое руководство, состоявшее из македонских партизан, которые преследовались при болгарской оккупации, в качестве мести начало массовые репрессии против оставшихся в республике выдающихся болгарских деятелей. По некоторым данным, всего за первые два года коммунистической власти были убиты тысячи известных македонских болгар, многие из которых были невиновны в каких-либо преступлениях. Убийства осуществлялись под руководством Светозара "Темпо" Вукмановича, руководителя Главного политического управления Югославской народной армии и заместителя Министра обороны маршала Тито. Остальные болгары должны были принять македонскую национальную идентичность. Новое руководство боролось также против сербского национального элемента. Бежавшим в Сербию во время болгарской оккупации сербским колонистам было запрещено возвращаться в Македонию, а многие оставшиеся сербы были вынуждены ассимилироваться в македонскую нацию. Всё это вкупе с мероприятиями по укреплению македонской национальной идентичности среди славян республики привело к серьёзному ослаблению сербского и фактическому исчезновению болгарского национального элемента в Македонии.
В СФРЮ Северная Македония была одной из наименее экономически развитых республик и постоянно имела статус «неразвитого» региона, что давало право на дотации и льготные кредиты из федерального центра. С 1960-х годов Северная Македония получала льготные кредиты по низкий процент и на длительный срок из Фонда Федерации для кредитования экономически недостаточно развитых республик и областей. 26 июля 1963 года произошло землетрясение в Скопье магнитудой 6,9 по шкале Рихтера, которое разрушило большую часть города.
Коммунистические власти способствовали подъёму македонского самосознания, в частности позволили провозгласить автокефалию неканонической Македонской православной церкви. Однако Болгарская православная церковь, существовавшая в регионе до 1913 г., продолжала оставаться под запретом.
Начавшийся распад Югославии затронул и Северную Македонию. Уже в мае 1989 году произошли выступления в селе Вевчаны, которые привели к тому, что власти республики были вынуждены извиниться перед гражданами и отстранить от власти некоторых местных функционеров. В том же 1989 году правящий Союз коммунистов Македонии сменил название на Союз коммунистов Македонии — Партия демократических преобразований, а 21 апреля 1991 года на Социал-демократический союз Македонии (часть партийцев не согласилась и создала в 1992 году Союз коммунистов Македонии — Движение за свободу).

## Республика Северная Македония
Первые парламентские многопартийные выборы состоялись 11 ноября 1990 года. 20 марта 1991 года Собрание избрало первое правительство во главе с Николой Клюсевым, а президентом (председателем) республики стал Киро Глигоров.
15 января 1992 года Болгария первой признала независимость Республики Македонии под её конституционным именем. Впоследствии этому примеру последовали Турция, Словения, Россия, США и другие страны.
В 1996 году в стране был принят новый закон о местных выборах. Кандидаты из Демократической партии албанцев (ДНА) одержали победу в нескольких муниципалитетах на западе страны. Мэр Гостивара Руфи Османи и мэр Тетова Алайдин Демири подняли флаг Албании над зданиями правительств муниципалитетов. В июле 1997 года это привело к конфликту с полицией, в котором погибло 9 человек.
В 1999 году, во время военной операции НАТО против Югославии страна предоставила свою территорию для подготовки наземной операции сил альянса, а также приняла значительное количество албанцев, беженцев из Косово.
В конце 2018 года было подписано Преспанское соглашение с Грецией, согласно которому бывшая югославская республика отказалась от всяких претензий на греческую античную историю, отмежевалась от истории греческой исторической провинции Македония и приняла имя Северная Македония.
Под её новым конституционныи именем, в феврале 2019 года Северная Македония подписала протокол о вступлении в НАТО.

### Конфликт 2001 года
В 2001 году произошёл конфликт между правительственными войсками и албанскими сепаратистами Армии национального освобождения, выступающими за независимость северо-западных районов, в числе которых многие были бывшими бойцами Армии Освобождения Косова. Под давлением международного сообщества стороны заключили Охридское соглашение, предоставившее албанцам существенные права и квоты в обмен на мирное сосуществование.
Таким образом, в марте 2001 года республика, которой удалось избежать военных действий на своей территории во время распада Югославии, столкнулась с волной сепаратизма со стороны албанского меньшинства. Сепаратисты стремились увеличить права албанцев, проживающих на территории Северной Македонии. В частности, они выступали за создание албанской автономии в районе города Тетово (северо-западные территории). Среди требований было и установление пропорционального представительства албанцев в структурах государства.
Открытые выступления сепаратистов, рост террористических актов, а также распространение среди албанских македонцев идеи объединения албанских земель (Албании, северо-западной части Северной Македонии (Тетово), Косово, северные районы Греции и южные территории нынешней Черногории) в «Великую Албанию» побудило политиков создать так называемое «правительство политического единства» в мае 2001.
Итогом стал договор о политическом разрешении кризиса, подписанный в городе Охрид в августе 2001 года. Позднее, в ноябре того же года были приняты 15 поправок к Конституции, которые исходили из принципов Охридского соглашения.